# United Acid Emirates
Albums de Ceephax Acid Crew
Ceeland
(2009) Psychtapolis
(2010)
United Acid Emirates est un album de Ceephax Acid Crew, publié en 2010 sur le label Planet Mu.
Selon All Music, si l'album ressemble au premier abord à une « parodie d'electro-funk vintage », il est capable de séduire aussi bien « les vieux hipsters [que] les cinquantenaires fans de Depeche Mode ». The Line of Best Fit estime que United Acid Emirates, « bien que sonnant initialement niais, est le fruit d'un travail et d'un dévouement certains et construit un pont entre la musique électronique des décennies 1970 à 1990 ».

## Liste des morceaux

### CD
| 1.    | Cedric's Sonnet         | 3:07 |
| 2.    | Castilian               | 4:54 |
| 3.    | New River Company       | 2:23 |
| 4.    | Commuter                | 5:31 |
| 5.    | Glocker                 | 1:06 |
| 6.    | Life Funk               | 5:21 |
| 7.    | Sidney's Sizzler        | 5:21 |
| 8.    | Trabzonspor             | 3:02 |
| 9.    | Topaz                   | 2:54 |
| 10.   | Emotinium II            | 8:16 |
| 11.   | The Celebrity           | 3:57 |
| 12.   | Denizlispor             | 2:03 |
| 13.   | Arcadian (Castilian II) | 4:05 |
| 14.   | Royal Lounge            | 4:11 |
| 56:11 |                         |      |

### Vinyle
| A1.   | Cedric's Sonnet         | 3:07 |
| A2.   | Commuter                | 5:31 |
| A3.   | New River Company       | 2:23 |
| B1.   | Life Funk               | 5:21 |
| B2.   | Sidney's Sizzler        | 5:21 |
| B3.   | Trabzonspor             | 3:02 |
| C1.   | Topaz                   | 2:54 |
| C2.   | Emotinium II            | 8:16 |
| C3.   | The Celebrity           | 3:57 |
| D1.   | Arcadian (Castilian II) | 4:05 |
| D2.   | Royal Lounge            | 4:11 |
| D3.   | Denizlispor             | 2:03 |
| 50:11 |                         |      |